# Star City, Indiana
Star City är en ort i Pulaski County i delstaten Indiana, USA.